# Typhus
 Mise en garde médicale
Le typhus (du grec τῦφος / tūphos, « stupeur, torpeur ») est le nom donné à un groupe de maladies similaires, graves pour l'être humain. Au début du XXIe siècle, ce terme désigne plus particulièrement le typhus exanthématique, transmis par le pou de corps, et le typhus murin, transmis par la puce du rat. Il s'agit d'infections provoquées par des bactéries de la famille des rickettsies.
L'origine historique et géographique de ces maladies est incertaine. Leur existence dans l'Antiquité, bien que très probable, reste discutée. Leur présence est médicalement reconnue à partir du XVe siècle. La maladie frappe surtout les adultes confinés en situation précaire, sous-alimentés et en absence d'hygiène, dans les camps militaires, les navires, les prisons, etc.
Ces maladies ont été longtemps confondues avec d'autres, notamment la fièvre typhoïde (reconnue au XIXe siècle). La découverte de leur transmission par arthropodes vecteurs (poux, puces, tiques, etc.), en particulier celle du pou de corps par Charles Nicolle en 1909, a permis de lutter contre le typhus par des mesures d'hygiène (épouillage) et d'enclencher des recherches vaccinales.
Ces mesures d'hygiène, associées à l'utilisation d'insecticides puis à l'antibiothérapie, ont fait disparaître et même oublier l'importance et la gravité qu'avait le typhus avant les années 1950.

## Histoire de la maladie
Le typhus historique, représenté par le typhus exanthématique ou épidémique, est une maladie dévastatrice pour les humains et a été responsable d'un certain nombre d'épidémies au cours de l'histoire. Ces épidémies tendent à suivre les guerres, les famines et d'autres circonstances ayant comme conséquence des déplacements de populations.
Pendant la deuxième année de la guerre du Péloponnèse, en 430 av. J.-C., la Cité-État d'Athènes, dans la Grèce antique, a été frappée par une épidémie dévastatrice, connue sous le nom de peste d'Athènes, qui a tué, entre autres, Périclès et ses deux fils les plus âgés. Le typhus épidémique est l'une des causes les plus probables de cette épidémie, selon les médecins et historiens qui l'ont étudiée,.
Une autre description possible est datée en 1083, dans un couvent près de Salerne, en Italie, mais la nature et le lieu exact de la maladie restent discutés.
Une description probable de cette maladie paraît pendant le siège espagnol de la ville maure de Grenade, en 1489. Cette chronique contient la description d'une fièvre de type typhus : taches rouges sur les bras, le dos et le thorax, évolution vers le délire et la gangrène (plaies, puanteur et décomposition des chairs). Pendant le siège, les Espagnols ont perdu trois mille hommes au combat, mais ils ont eu à en compter dix-sept mille supplémentaires, morts du typhus.
Selon l'hypothèse d'une origine européenne du typhus, sa réapparition à partir du XVe siècle serait liée aux conditions climatiques et à la production croissante de laine (augmentation des textiles et vêtements favorisant les poux).

### DuXVIeauXVIIIesiècle
Des épidémies se sont produites partout en Europe : guerres d'Italie, Première révolution anglaise, guerre de Trente Ans, etc.
La première preuve indubitable de la présence du typhus en Europe est révélée par des études paléomicrobiologiques de biologie moléculaire sur des squelettes de 1710 à Douai : le génotypage de Rickettsia prowazekii montre qu'il s'agit de la même bactérie qui a touché auparavant l'Espagne, confortant l'hypothèse d'une origine américaine du typhus, importé en Europe par les conquistadors espagnols au début du XVIe siècle.

#### Fièvre des camps
En 1528, lors du siège de Naples, l'armée française, sur le point d'emporter la ville, est frappée d'une épidémie tuant trente mille hommes et forcée de battre en retraite.
En 1536, Girolamo Cardano différencie l'éruption de la rougeole de celle du typhus, il nomme ce dernier morbus pulicarius.
En 1546, Girolamo Fracastoro, un médecin florentin qui a observé ces épidémies, décrit clairement le typhus (sous le nom de morbus lenticularis) dans son célèbre traité sur les virus et la contagion, De Contagione et Contagiosis Morbis. Il insiste aussi sur l'éruption, pour distinguer le typhus de la peste.
Lors de la guerre contre les Ottomans dans les Balkans, le typhus se répand en Europe par les troupes revenant de Hongrie, il est alors appelé morbus hungaricus en 1556.
La maladie est réputée pour frapper les armées. En 1686, un médecin suisse, Zavorziz, décrit une « fièvre des camps militaires », dans son ouvrage De Febri Castrensi maligna. Il explique que la maladie suit les troupes à travers l'Europe, les décime dans leurs campements, les survivants propageant la maladie dans les populations civiles.

#### Fièvre des vaisseaux
La première description de cette fièvre à bord de navires est faite en 1636 dans la Royal Navy. Au XVIIIe siècle, elle prend le nom de « typhus nautique », qui sera plus tard assimilé au typhus murin (transmis par la puce du rat). Cette maladie devient si fréquente dans toutes les marines européennes qu'elle peut paralyser des opérations. Les pertes les plus élevées sont celles de la guerre de Sept Ans, où la Royal Navy, à elle seule, perd 150 000 hommes : plus de 70 000 par désertion, 75 000 par maladie et 1 500 au combat. En 1757, l'arrivée à Brest de l'escadre commandée par Dubois de La Motte avec environ 5 000 hommes malades du typhus provoque une grave épidémie en Bretagne.
Malgré l'élégance formelle de la marine à voile de cette époque, un vaisseau de guerre ou marchand constitue un milieu hautement pathogène, où l'hygiène est totalement absente. L'humidité et les déjections suintent dans tout le navire. Ces eaux de toute nature s'accumulent au fond de la cale, formant un « marais nautique » où prolifèrent rats et moustiques. Jusqu'à la fin du XVIIIe siècle, les matelots ne se lavent pas et gardent les mêmes vêtements pendant des semaines ou des mois.

#### Fièvre des prisons
Le typhus était également répandu dans les prisons, où toutes les conditions de prolifération des poux étaient réunies. Il y était connu sous le nom de « fièvre des geôles » ou de « fièvre des prisons » lorsque les prisonniers étaient entassés dans des cellules obscures, froides et crasseuses.

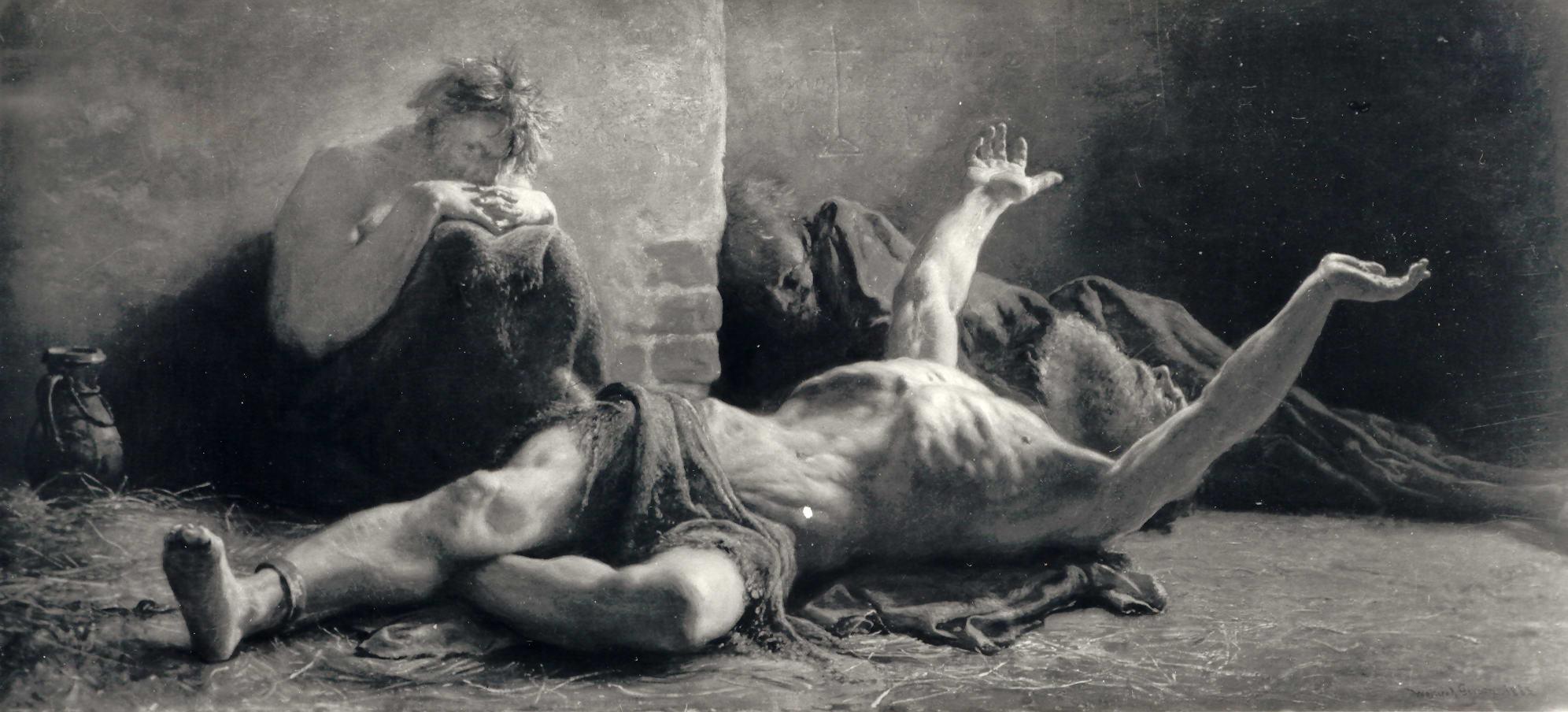
Le désespoir (1883), scène de prison par Wojciech Gerson (1831-1901).

 L'emprisonnement jusqu'à la prochaine session du tribunal était souvent synonyme de sentence de mort.
De façon anecdotique, les prisonniers pouvaient contaminer parfois les membres du tribunal eux-mêmes. Après les assises tenues à Oxford en 1577, et passées à la postérité sous le nom d'assises noires d'Oxford (en), plus de cinq cents personnes périssent du typhus, et parmi elles Sir Robert Bell, chancelier de l'Échiquier.
Pendant la session de la cour d'assises qui se tient à Taunton, en 1730, le typhus cause la mort du chancelier de l'Échiquier, ainsi que du shérif, du sergent, et de plusieurs centaines d'autres personnes. Dans le même temps où sont prononcées 241 peines capitales, il meurt davantage de prisonniers de la « fièvre des prisons » qu'au cours de toutes les exécutions publiques réalisées par la totalité des bourreaux du royaume. En 1759, les autorités anglaises estiment qu'un quart des prisonniers meurent chaque année de la fièvre des geôles. À Londres, le typhus se déclare souvent parmi les détenus de la prison de Newgate, et se répand ensuite fréquemment parmi la population de la cité.
Durant la Révolution, une épidémie de typhus à Nantes frappe d'abord les prisons puis la ville durant la guerre de Vendée,.

### AuXIXesiècle
Le typhus sévit durant les guerres napoléoniennes. Pendant la retraite de Russie de Napoléon Ier en 1812, on a dénombré plus de soldats français morts du typhus que tués par l'armée russe. Les historiens estiment que 20 % des pertes au cours de la retraite de Russie sont probablement liées au typhus, soit plus de 100 000 hommes.

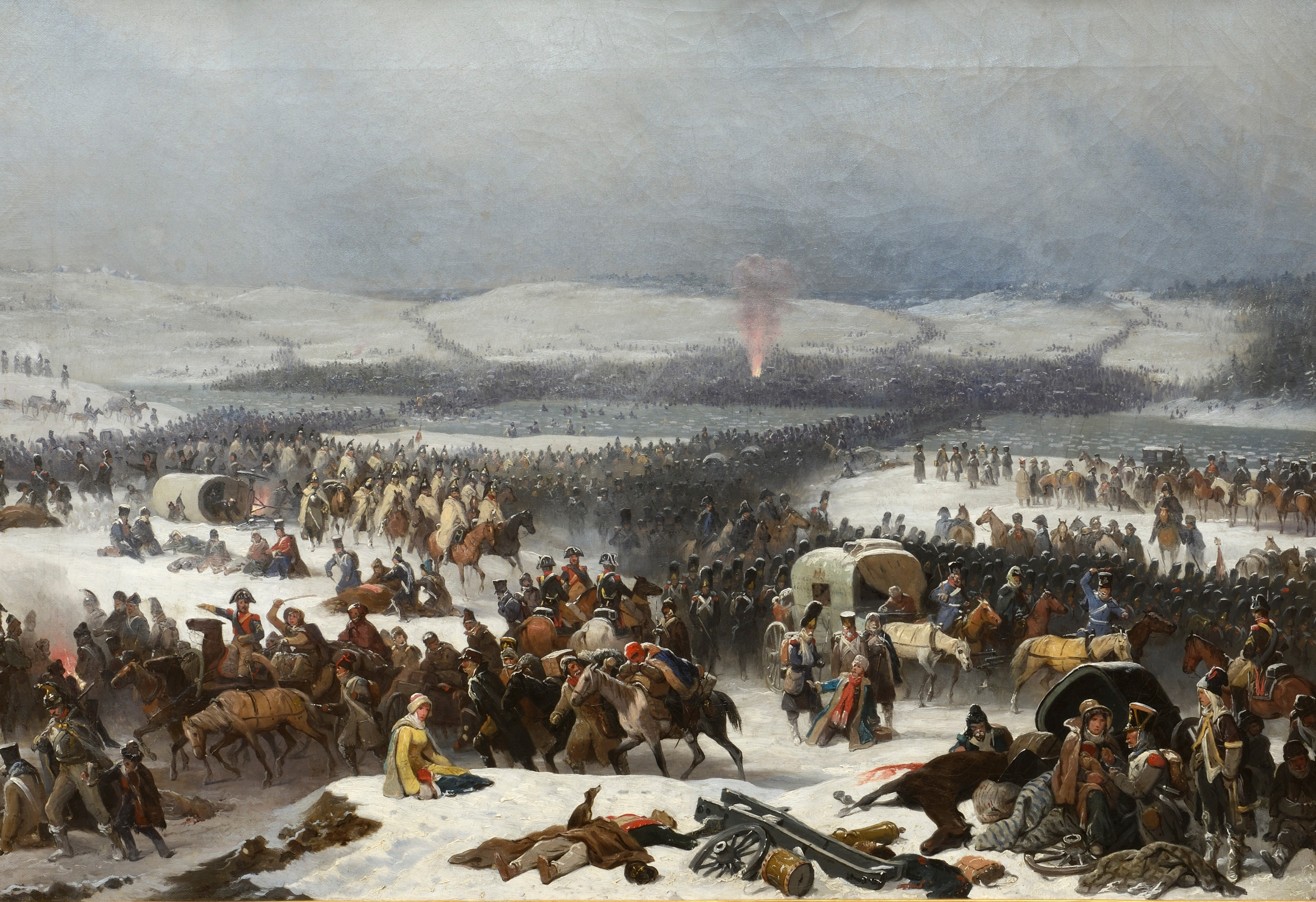
Retraite de Russie : La grande armée traverse la Bérézina (1866) par Janvier Suchodolski (1797-1875).

En Irlande, une épidémie de typhus, entre 1816 et 1819, fait 700 000 victimes dans une population de près de 6 millions de personnes. D'autres épidémies se produisent ensuite : une à la fin de 1830, et une autre majeure entre 1846 et 1849, pendant la grande famine en Irlande.
En 1848, en Europe centrale, la révolution de Mars s'accompagne d'une propagation du typhus.
En Amérique, une épidémie de typhus tue le fils de Franklin Pierce, à Concord, au New Hampshire, en 1843, et frappe à Philadelphie en 1837. Plusieurs épidémies ont lieu à Baltimore (Maryland), à Memphis (Tennessee) et à Washington D.C. entre 1865 et 1873. Le typhus est également un tueur redoutable pendant la guerre de Sécession aux États-Unis, bien que le plus souvent confondu avec la fièvre typhoïde, première cause de « fièvre des camps », durant la guerre civile américaine.
En France, le typhus n'est pas inconnu : de petits foyers latents ont existé en Bretagne. Dans l'Yonne, à Auxerre, une importante épidémie s'est déclarée en 1811-1812. Et des cas pouvaient se produire à Paris, comme en 1892, par immigration rurale.

### AuXXesiècle

#### Première Guerre mondiale

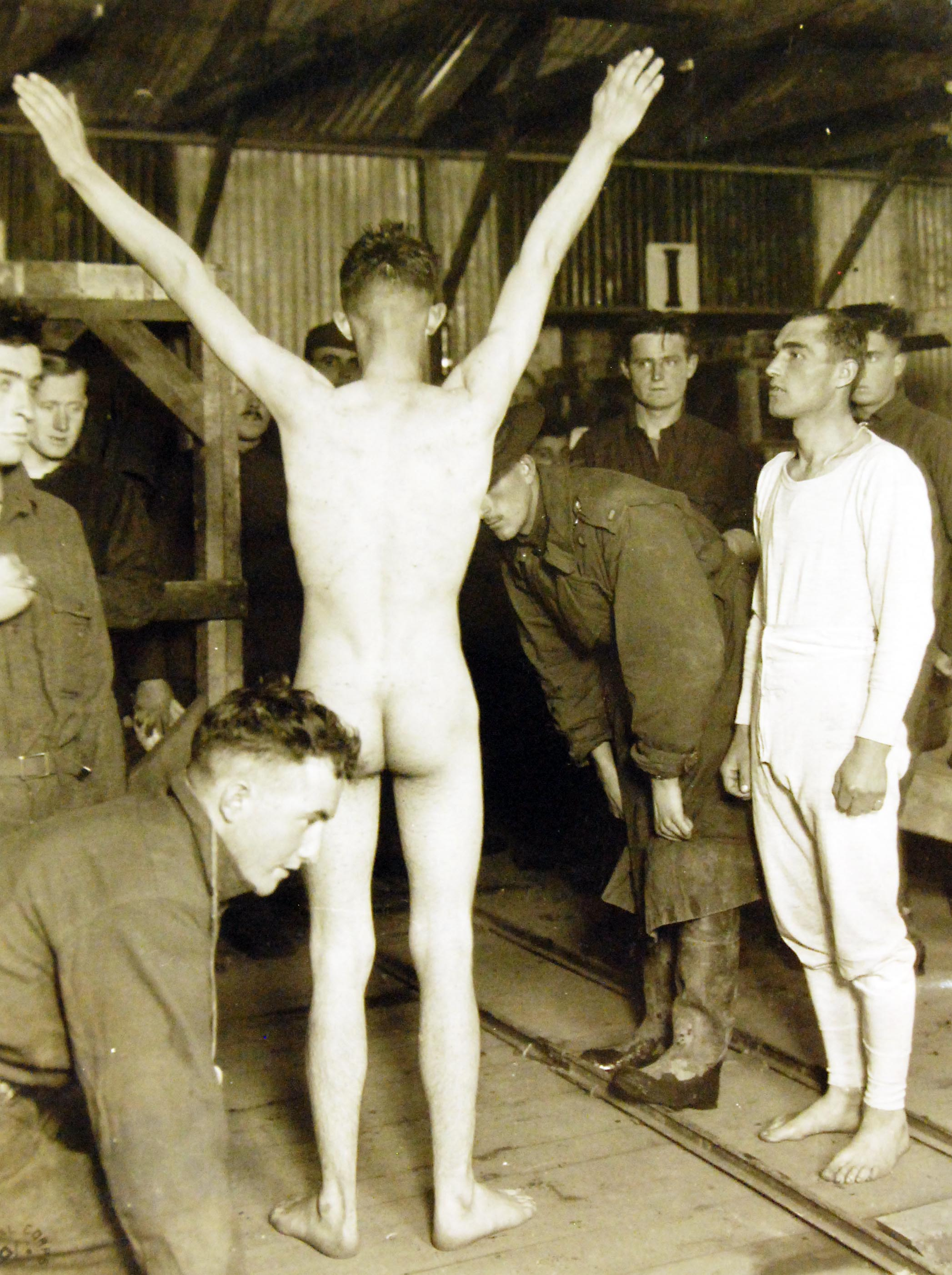
Contrôle de l'absence de poux dans l'American Expeditionary Force, avant un embarquement de retour (Brest, 18 janvier 1919).

Pendant la Première Guerre mondiale, sur le front de l'Ouest, les mesures d'hygiène permettent d'éviter des épidémies de typhus. Ainsi, l'armée française établit des zones sanitaires anti-poux, basées sur l'épouillage des troupes. Situées à l'arrière, dans les zones de repos, elles comprennent des véhicules à chaudières et autoclaves, véhicules et tentes à douches. Ces services mobiles de buanderie-toilette permettent d'assurer la désinfection et la désinsectisation complètes des vêtements, ainsi que l'hygiène corporelle. On recommande aux hommes de porter des sachets odoriférants contre les poux, préparés par l'Institut Pasteur,.
En revanche, le typhus fait toujours des ravages sur le front de l'Est (en Russie, mais surtout en Pologne et en Roumanie) et sur le front des Balkans (plus de 150 000 morts lors de la campagne de Serbie en 1915 dans la seule armée serbe). La mortalité atteint généralement de dix à quarante pour cent des malades infectés. La maladie expose à un risque de décès important chez ceux qui s'occupent des malades : médecins, infirmières et autres.
En Russie, après la Première Guerre mondiale, entre 1918 et 1922, pendant la guerre civile entre les Armées blanches et l'Armée rouge, le typhus tue trois millions de personnes (en grande partie des civils) parmi 20 à 30 millions de malades.
La dernière épidémie de typhus sur le territoire des États-Unis a lieu en 1922.
En France, une épidémie de typhus de 400 cas environ s'est produite à Marseille en 1919.

#### Seconde Guerre mondiale

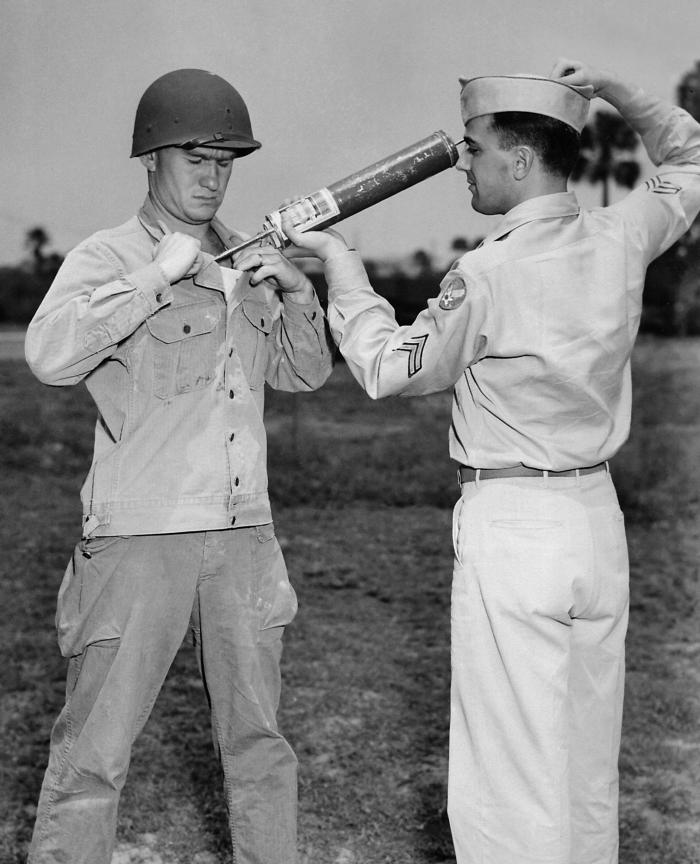
Un soldat de l'U.S. Army au cours d'une séance de démonstration d'un appareil de pulvérisation manuelle de DDT.

Pendant la Seconde Guerre mondiale, le typhus frappe l'armée allemande quand elle envahit l'Union soviétique en 1941. En 1942 et 1943, le typhus frappe particulièrement sévèrement les populations civiles en Afrique du Nord française, l'Égypte, l'Iran, l'Italie (Naples), la Yougoslavie, le Japon et la Corée. Les troupes sont mieux protégées par le service de santé qui les accompagne : au cours de ce conflit, sur l'ensemble des opérations, l'armée américaine n'a compté que 104 cas de typhus et aucun décès.
Les épidémies de typhus tuent des détenus dans les camps de concentration de l'Allemagne nazie. Des centaines de milliers de prisonniers détenus dans des conditions effroyables dans les camps de concentration nazis tels le camp de concentration de Theresienstadt et celui de Bergen-Belsen meurent également du typhus pendant la Seconde Guerre mondiale, dont Anne Frank et sa sœur Margot. De plus, les Allemands responsables des camps n'hésitent pas à mettre à mort les malades du typhus en assassinant plusieurs centaines d'individus par des injections létales pour endiguer les épidémies des camps.
En janvier 1945, des cas de typhus se déclarent parmi des prisonniers soviétiques, libérés par les armées alliées, et cantonnés au camp de La Courtine, dans la Creuse ; l'intervention rapide du médecin-chef de son hôpital, le docteur André Delevoy, permet d'enrayer l'épidémie, et lui vaut un témoignage de remerciement de la part de l'Institut Rockfeller de New York et de l'armée soviétique.
Seule l'utilisation à grande échelle du DDT, qui venait d'être mis au point, a permis d'éviter des épidémies encore plus dévastatrices dans le chaos de l'après-guerre en Europe. Ce pesticide a été utilisé massivement pour tuer les poux sur des millions de réfugiés et de personnes déplacées.

#### Depuis 1950
Dans la seconde moitié du XXe siècle, le typhus est signalé dans la corne de l'Afrique et dans les zones montagneuses ou de hauts plateaux caractérisées par un climat froid en zone rurale pauvre (promiscuité humaine sans hygiène moderne), comme le Pérou en Amérique du Sud, ou le Tibet et le Népal en Asie.
En Afrique, le typhus est signalé au Burundi dès 1933, et des cas sporadiques sont régulièrement rapportés depuis. Lors de la guerre civile du Burundi, une épidémie éclate en 1997, du fait du déplacement de populations (camps de réfugiés en région de haute altitude). Le nombre de personnes touchées est estimée à 24 000 pour la période janvier-mai, et au total à près de 100 000 avec 15 % de décès.
De petites épidémies ont été observées en Russie en 1997 et au Pérou en 1998. Des cas sporadiques sont signalés en Afrique du nord, et chez des personnes sans-abri en France, comme aux États-Unis.
Un scénario possible pour le retour des épidémies de typhus à l'époque actuelle pourrait se dérouler dans des camps de réfugiés, pendant une famine dramatique, ou lors d'une catastrophe naturelle.
Des chercheurs affirment que la maladie peut servir de modèle d'arme biologique ou bioterroriste,.

## Histoire des connaissances

### «L'unité des fièvres»
Jusqu'au XIXe siècle, les fièvres sont comprises comme des maladies « essentielles » (maladie « en soi »), qui peuvent s'accompagner de manifestations diverses, dans différentes circonstances, mais dont la nature profonde est la même, c'est la « théorie unitaire des fièvres ».

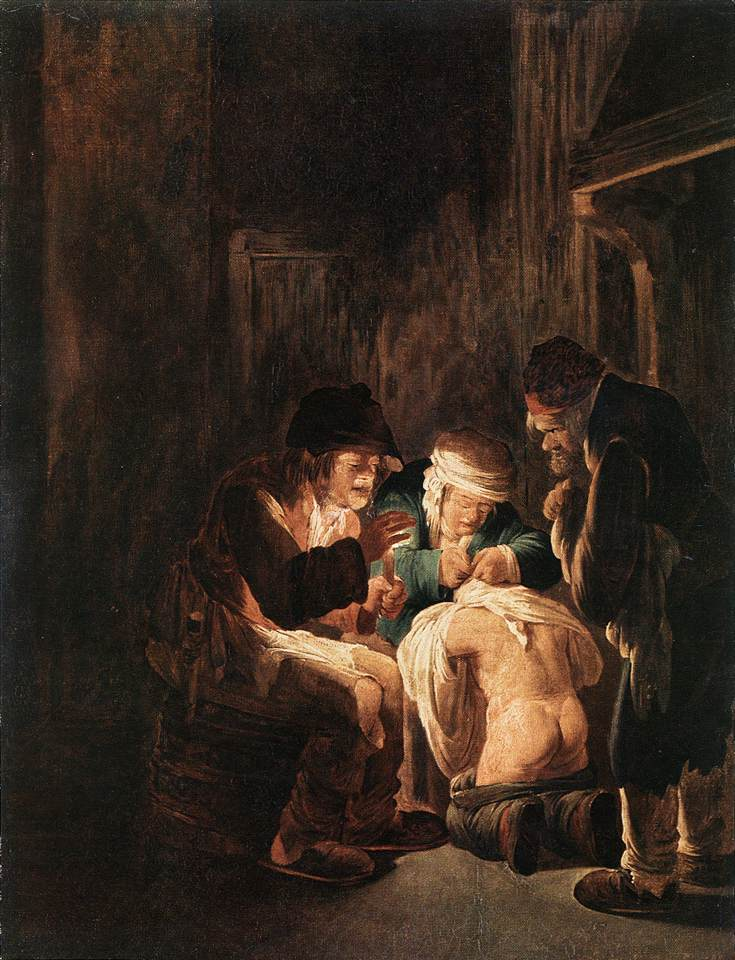
Chasse aux poux à la chandelle (1630), par Andries Both (1612-1642).

Dans l'Antiquité classique, le terme grec kaûsos (du verbe kaio « je brûle », et qui a donné « cautériser » et « caustique »), en latin causus, désignait les fièvres aigües ayant l'allure (d'un point de vue moderne) d'une déshydratation fébrile avec troubles digestifs et de la conscience. Par ailleurs le terme grec tuphos (littéralement « fumée », « vapeur », ou « brouillard »), en latin typhus, désignait plus particulièrement les états de stupeur, d'hébétude, survenant lors de très fortes fièvres,.
Les historiens sont partagés sur l'origine géographique du typhus épidémique. Pour les tenants d'une origine de l'Ancien Monde, le typhus et autres maladies similaires auraient été présentes sous ces deux termes. Pour les partisans d'une origine du nouveau monde, le typhus épidémique se répand en Europe à partir du XVIe siècle, d'abord confondu dans l'ensemble des fièvres aigües et autres « pestilences ».
En 1546, Fracastaro distingue un groupe de fièvre différentes par leur survenue soudaine et une éruption caractéristique (morbus lenticularis) Jusqu'au XVIIIe siècle, ces fièvres sont surtout distinguées et étudiées par leurs circonstances (camps militaires, prisons, navires…).
En 1760, Boissier de Sauvages est le premier à utiliser le terme typhus pour désigner les fièvres avec signes neurologiques qu'il caractérise par l'état de stupeur. Dans ce groupe typhus, il distingue celles avec troubles digestifs prédominant, qu'il appelle typhus abdominalis et celles avec éruption prédominante qu'il appelle typhus exanthematicus. Durant cette période, cet ensemble de fièvres est appelé en français fièvres « typhodes ».
Dans la première partie du XIXe siècle, les études anatomo-pathologiques montrent que seul le typhus abdominalis présente des lésions intestinales caractéristiques qui sont absentes dans le typhus exanthématique. En 1830, Pierre Louis propose alors d'appeler cette maladie « fièvre typhoïde ». Ce qui sera une source d'ambigüités pour les termes dérivés, car « typhique » peut désigner un malade atteint de typhoïde ou de typhus, et « antityphique » contre la typhoïde ou le typhus, d'où le terme « antityphoïdique » (contre la typhoïde) pour lever toute confusion.
La distinction nette entre fièvre typhoïde et typhus exanthématique ne sera pleinement acceptée que dans la deuxième moitié du XIXe siècle. En Angleterre, la classification nationale des causes de décès sépare le typhus et la typhoïde à partir de 1869.
Le typhus exanthematicus est lui-même différencié en typhus exanthématique classique et autres maladies similaires comme les fièvres récurrentes ou borrélioses, auparavant appelées typhus récurrent. On décrit alors le typhus exanthématique (typhus classique) et de nombreux « pseudo-typhus » ou « para-typhus » (« typhus-like» en anglais).

### Vecteurs

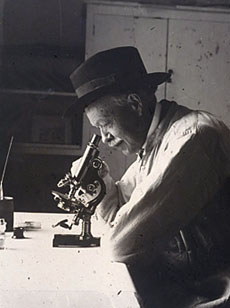
Charles Nicolle (1866-1936) au microscope. Institut Pasteur de Tunis.

Vers la fin du XIXe siècle, on pensait que les typhus se transmettaient par l'air, la salive, les déjections, la proximité ou contact avec le malade. En 1907, les frères Edmond et Étienne Sergent, de l'Institut Pasteur d'Algérie, découvrent le rôle transmetteur du pou dans la fièvre récurrente.
En 1909, Charles Nicolle, de l'Institut Pasteur de Tunis, fait de même en montrant que le pou de corps est aussi le vecteur du typhus épidémique. Cette avancée a permis d'isoler les bactéries responsables de la maladie, et de rechercher des vaccins. Il a reçu le prix Nobel de médecine et de physiologie 1928 pour ses travaux sur le typhus. Nicolle a expérimenté un vaccin, mais n'a pas réussi à en fabriquer un qui soit utilisable à une grande échelle.
Toujours en 1909, Howard Taylor Ricketts, de l'Université de Chicago, découvre le rôle de la tique comme vecteur de la fièvre pourprée des montagnes rocheuses (une des « typhus-like »).
À partir de 1926, le rôle de la puce du rat est précisé dans des cas de « typhus-like » qui seront médicalement appelés « typhus murin » en 1932. Le typhus murin est alors reconnu comme réalité sous-jacente à de nombreuses appellations locales ou historique comme : le typhus bénin, endémique, du Nouveau-monde, des boutiques, des broussailles, des savanes, mexicain, nautique, urbain et tropical urbain.

### Bactéries
En 1910, à Mexico, H.T. Ricketts annonce avoir découvert une bactérie dans les cellules sanguines d'un patient atteint de typhus, et qu'il retrouve dans le sang et les excréments du pou (quelques mois après Charles Nicolle). Il meurt du typhus quelques jours plus tard.
En 1914, Henrique da Rocha Lima et Stanislaus von Prowazek précisent que le typhus est transmis par les excréments du pou, plutôt que par morsure directe (les bactéries ainsi déposées sur la peau pénètrent ensuite l'organisme par la lésion de la piqûre ou les lésions de grattage). Au cours de ces recherches qui confirment les observations de Ricketts, Von Prowazek décède lui aussi du typhus.
En 1916, da Rocha Lima démontre que la bactérie Rickettsia prowazekii est l'agent responsable du typhus historique épidémique. Il l'a baptisée en l'honneur de Ricketts et Prowazek, tous deux décédés de la maladie en l'étudiant, par contamination en laboratoire.
Dans la première moitié du XXe siècle, plusieurs espèces de Rickettsies sont découvertes, comme autant d'agents de « pseudo-typhus » ou maladies apparentées. Il s'agit de bactéries de très petite taille, intracellulaires obligatoires, c'est-à-dire qu'elles ne se multiplient que dans des cellules cibles. Elles sont incultivables dans les milieux de culture bactériens habituels. En 1938, Herald Rae Cox montre que R. prowazekii peut se cultiver facilement sur des œufs embryonnés de poulets.
Toutes ces particularités ont fait que les Rickettsies ont été longtemps considérées comme intermédiaires entre les virus et les bactéries. Depuis la fin des années 1960, elles sont considérées comme de vraies bactéries.
En 1984, on connaissait ainsi 8 rickettsioses (dont le typhus épidémique) pouvant affecter l'homme,.

### Immunologie

#### Maladie de Brill-Zinsser

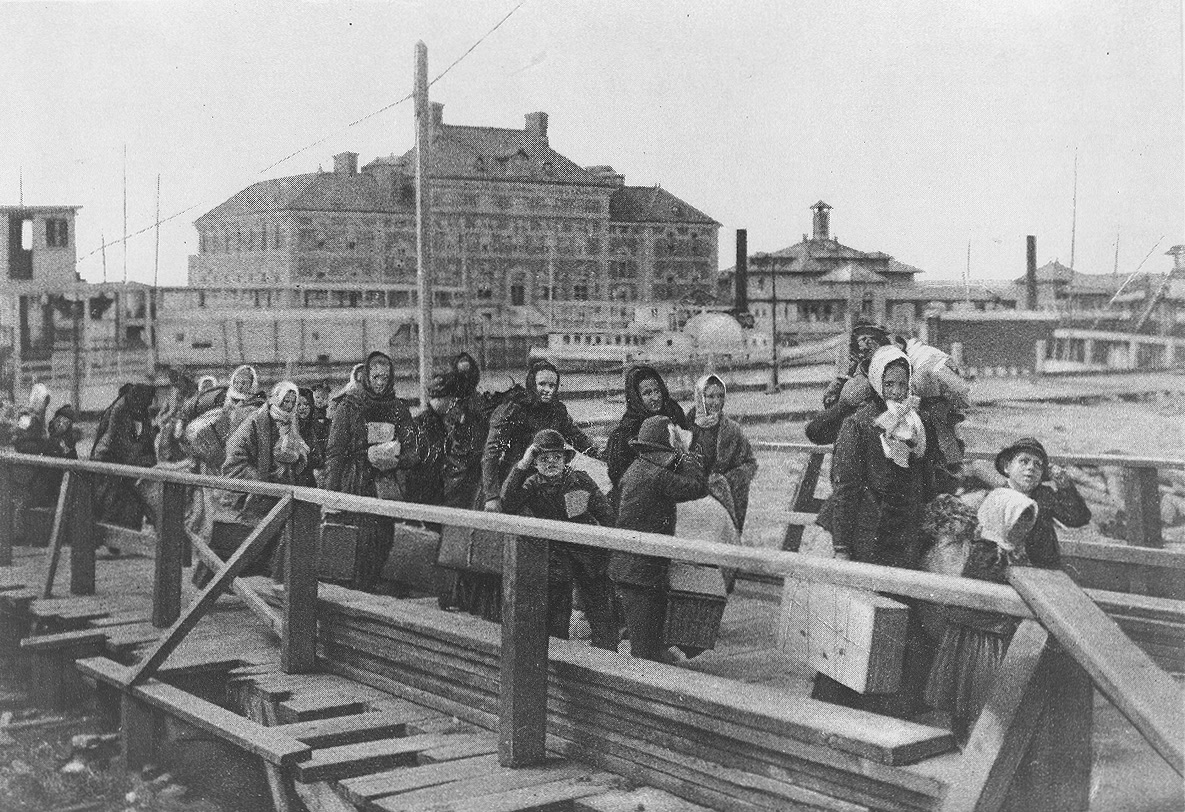
L'arrivée de nouveaux immigrants aux États-Unis, sur Ellis Island, en 1902. Le grand bâtiment en arrière-plan est le nouvel hôpital, récemment ouvert.

En 1898, Nathan Brill, de New-York, décrit chez des émigrants d'Europe de l'Est, une maladie proche du typhus, mais plus modérée dans ses manifestations. Après son étude exhaustive de 221 cas publiée en 1910, elle est appelée « maladie de Brill ». En 1912, d'autres chercheurs mettent en évidence une Immunité croisée (commune et réciproque) entre la maladie de Brill et le typhus épidémique.
En 1934, Hans Zinsser montre, par étude épidémiologique, que la maladie de Brill est la résurgence chez l'individu d'un ancien typhus épidémique. Les études de laboratoire confirment ces données en 1950, et la maladie est renommée « maladie de Brill-Zinsser ».
Depuis, on sait que la bactérie Rickettsia prowazekii ne disparait jamais de l'organisme. Après guérison du typhus, elle reste intracellulaire et latente. Elle est susceptible de se réactiver des années plus tard chez un individu, ayant déjà eu le typhus, et se trouvant en situation d'immunodéficience.

#### Tests de diagnostic
En 1916, Edmund Weil et Arthur Felix découvrent l'existence d'une réaction croisée (agglutination réciproque) entre des souches de bactérie Proteus et le sérum de patients atteints de typhus. Cette réaction devient un outil de laboratoire pour le diagnostic, connue sous le nom de réaction de Weil-Felix.
Quoique manquant de précision, elle est longtemps restée, jusqu'aux années 1970, une aide au diagnostic de plusieurs rickettsioses. Elle est toujours utile au début du XXIe siècle dans les pays en développement. Dans les pays plus avancés, d'autres tests sérologiques plus performants (comme l'immunofluorescence) sont préférés,.

### Biologie moléculaire
Dans les années 1990, les technologies moléculaires permettent de découvrir de nouvelles rickettsioses, et de refonder la classification de ces bactéries. L'ordre des Rickettsiales est divisé en 3 familles dont les Rickettsiaceae, ces dernières sont divisées en 3 tribus dont les Rickettsiae, lesquelles sont divisées en deux genres dont celui des Rickettsia.
Les principaux typhus historiques (typhus épidémique et typhus endémique ou murin) relèvent du groupe typhus du genre Rickettsia. Les autres « pseudo-typhus » ou autres rickettsioses relèvent soit du groupe boutonneux du même genre, soit d'autres tribus ou d'autres familles de l'ordre des Rickettsiales.
En 1998, le génome d'une souche atténuée de R. prowazekii (Madrid E) est entièrement séquençé, et en 2010 celui d'une souche virulente.

## Histoire socio-politique

### Maladie de la misère
Depuis la Renaissance, la maladie est associée à la misère humaine, en situation de promiscuité en milieu froid et humide, où des groupes humains sont obligés de garder les mêmes vêtements, jour et nuit, pendant des semaines ou des mois. La plupart des appellations se réfèrent à des conditions de confinement en sous-alimentation et sans hygiène possible : morbus carcerum ou typhus des prisons, typhus ou fièvre des camps, des navires, de famine, etc.
Le taux de mortalité du typhus historique varie alors de 5 à 25 % jusqu'à 40 %. Une des particularités de ce typhus est que sa gravité augmente avec l'âge, et que chez les moins de 15 ans, la maladie est plutôt modérée.
À partir de la fin XVIIIe siècle, l'industrialisation, la croissance urbaine, la paupérisation d'une partie de la population (immigration rurale) créent les conditions propices aux épidémies de typhus, en Europe centrale et du nord. De 1792 à 1803, à Manchester, des épidémies de typhus frappent les ouvriers des filatures. Dans ce contexte Thomas Percival, médecin de la ville, rédige son Medical Ethics, texte fondateur des codes éthiques des médecins des États-Unis et d'Australie.

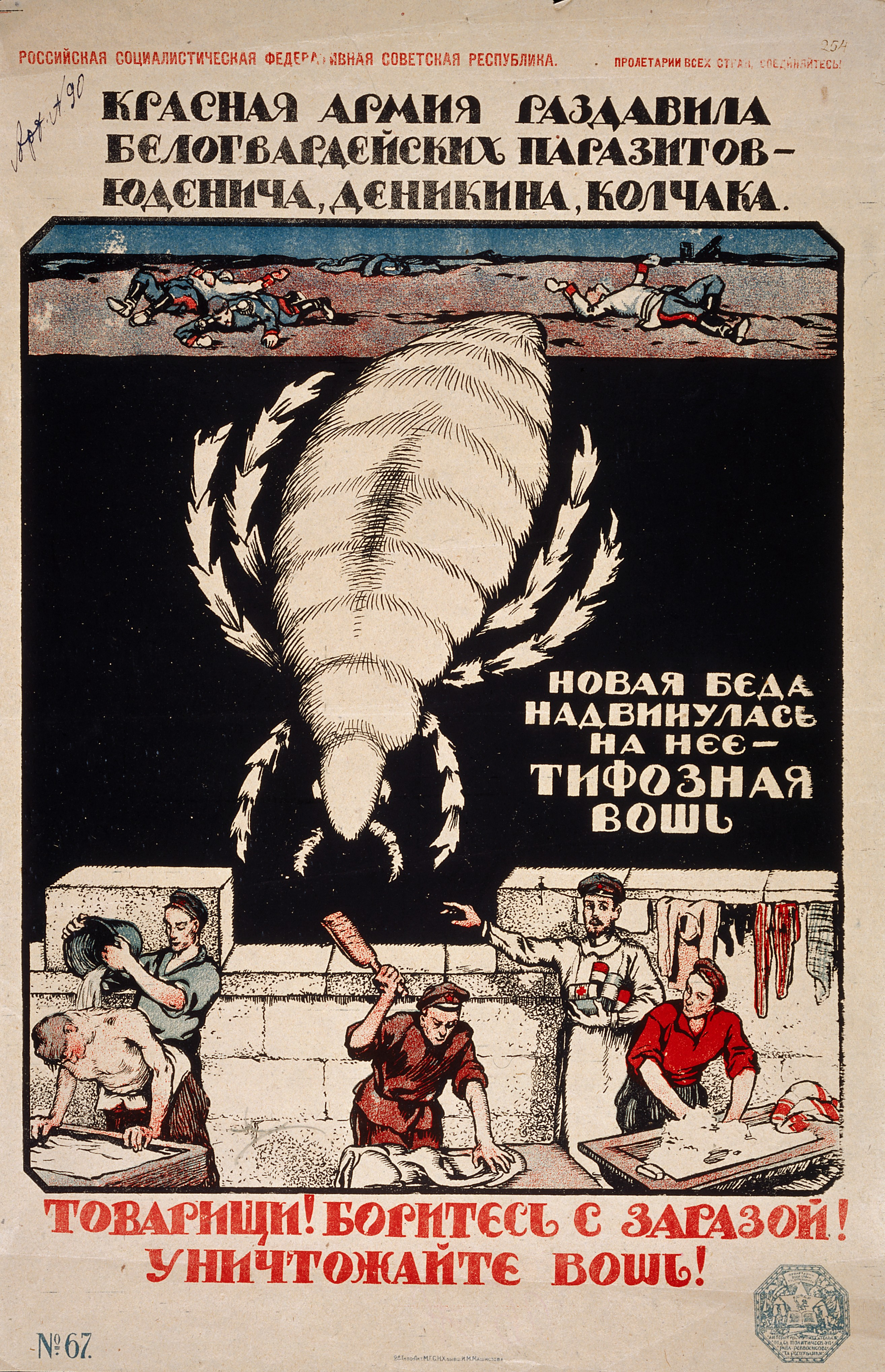
Affiche de L'Armée rouge (1921). « Nous avons écrasé les parasites des Armées blanches – Ioudenitch, Dénikine, Koltchak–. Camarades ! Maintenant anéantissons le pou ! ». Ici le pou est blanc comme l'ennemi vaincu.

Le typhus irlandais (plusieurs épidémies de 1816 à 1849) s'est aussi répandu en Angleterre, où il a parfois été appelé « la fièvre irlandaise », à cause de sa virulence. Il a tué des personnes de toutes les classes sociales, les poux étant endémiques et omniprésents, et il a frappé particulièrement et durement les classes sociales inférieures, qui seront dites « pouilleuses ».
En 1848, en Europe centrale, la révolution de mars s'accompagne d'une propagation du typhus. Durant l'épidémie survenue en Silésie, Virchow perd son poste gouvernemental pour avoir déclaré que la maladie devait être combattue par la démocratie, l'éducation et l'hygiène publique.
En 1909, après la découverte du pou comme vecteur du typhus, on entame aussitôt des recherches vaccinales, mais dans l'immédiat l'accent est mis sur les mesures d'hygiène individuelle, celle des corps et des vêtements.
Sur le front occidental, le conflit de 1914-1918 ne connaitra pas d'épidémies importantes de typhus comme ce fut le cas au siècle précédent. Il n'en est pas de même sur le front oriental. Sur le front balkanique, l'année 1915 est marquée par une terrible épidémie de typhus en Serbie.

### Pou et bolchevisme
En Europe de l'Est, le typhus est endémique par les conditions climatiques et sociales. Dès le début de la guerre, une épidémie éclate en Serbie, et décime l'armée serbe en 1915. À la guerre et à la famine, s'ajoute la révolution bolchevique de 1917, puis le retrait des armées allemandes de Pologne en 1918. Ces évènements provoquent de grands mouvements de populations (civils et militaires démobilisés), le typhus s'étend à la Pologne orientale et à la Russie en proie à la guerre civile russe.
Après l'armistice de 1918, Lord Balfour déclare que le typhus est une calamité qui « semble presque pire que la guerre elle-même ». En 1929, Churchill écrit que la Russie est empoisonnée « une Russie infectée, porteuse de peste, une Russie de hordes armées non seulement brandissant baïonnettes et canons, mais accompagnées et précédées de vermine typhique pullulante ». De son côté, à Moscou, Lénine avait déjà déclaré : « ou bien le pou vaincra le socialisme ou bien le socialisme vaincra le pou ».
La Pologne et d'autres pays entourant la Russie (Finlande, Pays Baltes, Roumanie…) constituent un cordon sanitaire et des stations de quarantaine sur leurs frontières de l'est. Même si la situation s'améliore avec de meilleures conditions sanitaires, l'amalgame entre la propagation du typhus et la menace bolchévique s'inscrit dans les mentalités de cette époque. L'homme au couteau entre les dents de l'affiche d'Adrien Barrère (1919) est ainsi un bolchevik hirsute et pouilleux, notamment pour les Allemands qui, dès les années 1920, se considèrent comme les vrais protecteurs contre cette double menace.

### Typhus et nazisme
Depuis le XIXe siècle, il existait déjà une anthropologie raciale, et des domaines comme l'hygiène raciale. Dans ce cadre, après la découverte du rôle du pou, la fréquence du typhus en Europe de l'Est et en Afrique du Nord est interprétée comme dénotant l'infériorité raciale des populations « pouilleuses ».

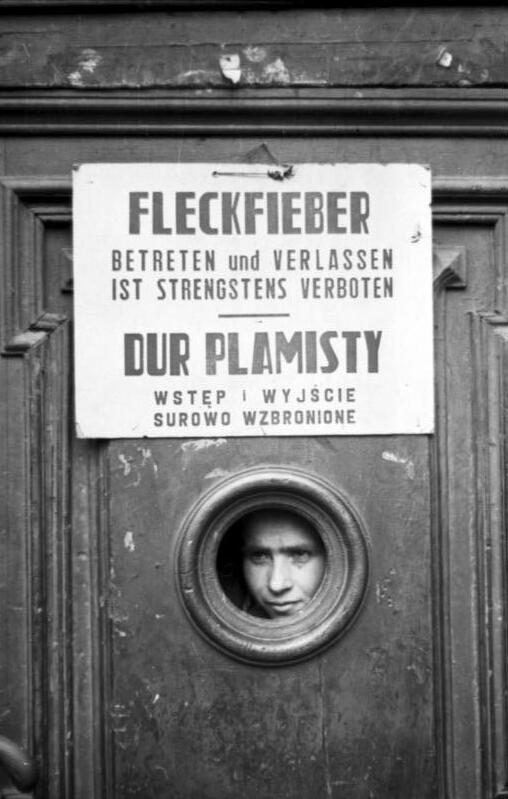
Pancarte de la Wehrmacht (1941) du ghetto de Varsovie. En allemand et polonais : « TYPHUS, il est strictement interdit d'entrer ou de sortir ». Pour les nazis, tout juif est source potentielle de typhus.

Après son arrivée au pouvoir, Hitler cherche à réaliser son programme : le IIIe Reich doit viser un expansionnisme à l'Est, à partir de la Pologne, s'emparer de vastes territoires à coloniser, équivalents à ceux de l'Inde pour l'Empire Britannique. Mais ces territoires recherchés et à valoriser sont malsains par leurs peuples (juifs et slaves), leur misère, leur saleté, et par le typhus.
La plupart des films de propagande nazis exploitent le thème du danger sanitaire. Dans ceux consacrés au typhus pour l'éducation des jeunes recrues, on voit un paysage d'Europe orientale, puis un village polonais, puis une foule grouillante de gens hagards, et enfin un juif orthodoxe en gros plan qui se gratte furieusement. L'agent vecteur du typhus n'est pas tant le pou, que le « porteur naturel » du pou, ici le juif.
Après la conquête de la Pologne, la propagande nazie donne comme raison officielle de la construction de ghettos juifs, la menace de typhus. L'exécution sommaire de tout juif s'aventurant, sans autorisation, hors du ghetto se justifie par le risque de typhus (alors même qu'il n'y a pas de typhus).
Durant toute la guerre à l'Est, les nazis redoutent le typhus. Ils ne se préoccupent que de protéger leurs propres troupes, en laissant les médecins juifs et polonais approcher les malades civils. La plupart des instituts de santé en Europe occupée de l'est sont transformés en laboratoires de recherches de typhus et de production de vaccins anti-typhiques.
Dans les camps de concentration, outre les épidémies « naturelles » de typhus (Theresienstadt, Bergen-Belsen), des expériences médicales nazies d'inoculation du typhus et de recherches vaccinales ont été menées sur les prisonniers de Buchenwald et de Dachau, ainsi que dans le camp de Natzweiler-Struthof. Ces expériences ont été menées, entre autres, par Erwin Ding-Schuler (qui se suicide en 1945) et Waldemar Hoven (exécuté en 1948).

## Traitements et vaccins

### Médicaments
Jusqu'au milieu du XXe siècle, il n'existe aucune thérapeutique efficace. Le traitement se borne à des soins généraux et symptomatiques. Par exemple, contre la forte fièvre on pratique des bains tièdes ou froids, ou la vessie de glace sur la tête en cas de troubles de la conscience. Les médecins utilisent tour à tour tous les médicaments chimiques qu'il connaissent, ou des procédés empiriques comme l'abcès de fixation.
Après les premiers succès de la sérothérapie (diphtérie, tétanos), les chercheurs s'en inspirent pour transposer les méthodes dans le cas du typhus. Ils tentent l'injection de sérum de convalescent de typhus. En Tunisie, au cours d'une épidémie à Bizerte, Charles Nicolle utilise le sérum d'âne inoculé par le typhus, sans obtenir de résultat probant.
La plupart de ces pratiques disparaissent avec l'arrivée des antibiotiques qui amènent une guérison rapide et spectaculaire. Il s'agit d'abord du chloramphénicol (1947) puis surtout des cyclines (1953), les représentants semi-synthétiques de cette dernière famille restent le traitement de référence au début du XXIe siècle.

### Hygiène

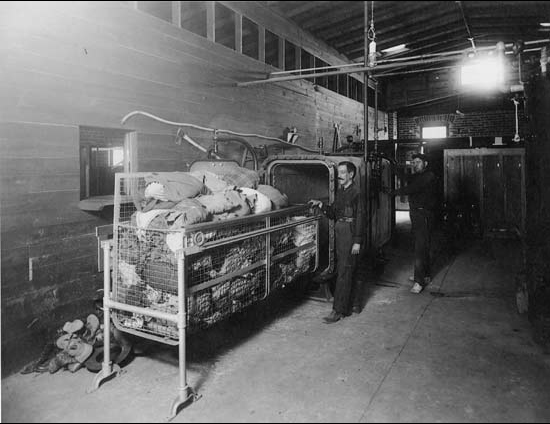
Sacs de vêtement prêts pour le passage en étuve (épouillage à la vapeur). Poste de désinfection d'El Paso, sur la frontière mexicaine, en 1917.

La découverte du rôle du pou de corps a permis, par des mesures d'hygiène bien ciblées, de prévenir ou d'arrêter une épidémie débutante de typhus, à partir des années 1910. Le pou de corps vit caché dans les vêtements (surtout de laine où il peut s'accrocher facilement). Il ne les quitte que pour aller se nourrir sur la peau de son hôte, et y retourne aussitôt. Il est résistant au grand froid et à la forte chaleur. La prévention du typhus est donc une hygiène du corps et des vêtements.
Les procédures d'épouillage moderne sont ainsi mises au point dans les armées (disposant d'un service de santé adéquat), les services d'immigration (par exemple aux États-Unis : El Paso sur la frontière mexicaine, ou Ellis island à New-York pour les immigrants d'Europe), les postes coloniaux, etc. Elles consistent à déshabiller le patient puis à le doucher « avec de l'eau, du savon et du soleil, on peut réaliser rapidement un épouillage efficace ». Les vêtements sont désinfectés et bouillis.
Ces mesures d'hygiène, associées aux insecticides contre les poux, auraient permis d'éviter une épidémie majeure de typhus en Europe à la fin de la Seconde Guerre mondiale, menace redoutée des Alliés dès 1943, et surtout lors de la libération des camps de concentration. Il s'agit d'importants programmes de désinsectisation par le DDT, plus tard de produits comprenant du malathion, ou, depuis la fin du XXe siècle, du perméthrine.

### Vaccins

#### Période d'avant-guerre
La découverte du rôle vecteur du pou et de l'agent causal déclenche de nombreuses recherches sur un vaccin, d'autant plus espéré qu'il n'existe aucun traitement contre le typhus. Dans les années 1930, plusieurs vaccins expérimentaux sont en compétition.
Le premier est le vaccin polonais de Rudolf Weigl, élaboré à partir de 1930, et considéré alors comme donnant les meilleurs résultats. Les rickettsies ne pouvant être cultivées (sur milieux habituels convenant aux bactéries ordinaires), il utilise le broyat des intestins de poux infectés. Ce vaccin était fabriqué de la façon suivante : il fallait injecter des rickettsies (du sang de malade) dans l'orifice anal de chaque pou (épinglé sur un support), puis récupérer l'intestin pour le centrifuger et le neutraliser au phénol. Un tel vaccin était difficile à produire, nécessitant un outillage considérable, un personnel nombreux avec des risques élevés de contamination en laboratoire.
Le premier vaccin français de cette époque est un vaccin vivant atténué (vaccin de Blanc), utilisant du tissu de cobaye infecté par le typhus murin, avec l'idée que l'immunisation contre cette forme du typhus pourrait protéger du typhus historique. Un autre vaccin français, mais inactivé (à germe tué) sera fabriqué à partir de cultures sur poumon de souris et de lapin (vaccin de Durand et Giroud en 1940). Ces recherches ont lieu essentiellement en Afrique du nord.
Les premiers vaccins américains contre le typhus murin sont expérimentés au Mexique, mais ne font pas leur preuve. En 1939, Herald Rae Cox publie les détails d'une nouvelle technique : il est possible de cultiver des rickettsies (ici R. prowazekii) sur des œufs embryonnés, ce qui permet une production de masse. Le vaccin de Cox est un vaccin inactivé (à germe tué) par le formaldéhyde. Il est homologué en 1941.

#### Seconde Guerre mondiale
Pour les pays belligérants, la recherche vaccinale contre le typhus est un enjeu stratégique, car les grandes puissances craignent des épidémies massives de typhus, comme il s'en est déjà produit par le passé.
Les américains comptent sur le vaccin de Cox. Ils créent une agence unique : la commission américaine du typhus. Les chercheurs privés et publics, civils et militaires, des pays alliés collaborent de façon coordonnée (conférences interalliées de médecine de guerre, 1942-1945). Le vaccin de Cox a été largement utilisé par l'armée américaine.
Les Allemands, au contraire, sont divisés entre différents groupes de chercheurs, publics ou privés, et plus ou moins alliés à la Wehrmacht ou aux S.S. La Wehrmacht fait d'abord confiance au vaccin polonais de Weigl, mais après l'épidémie allemande de 1941, elle cherche à reproduire le vaccin de Cox. À partir d'octobre 1942, différents vaccins à tester sont envoyés à Buchenwald. De son côté, le médecin-chef des S.S, Joachim Mrugowsky, fit en sorte que la Waffen S.S produise son propre sérum antityphique à son usage exclusif. La recherche nazie se fait ainsi de façon dispersée, liée à des rivalités de pouvoirs entre différents groupes.
En 1942, le gouvernement de Vichy autorise la production en masse du vaccin français de Durand et Giroud. En 1944, la production de l'Institut Pasteur de Paris était de 60 000 capsules par semaine dont seule une petite partie pouvait être saisie par les Allemands, car la production était décentralisée en province.
À partir de 1943, les soviétiques, soutenus par les alliés, produisent les trois principaux vaccins polonais, américain et français (lorsque les instituts Pasteur d'Afrique du nord passent du côté allié). En échange les Russes fournissent du sérum et des souches de rickettsies. Toutefois, ils refusent de révéler la fréquence du typhus sur le front de l'Est, et les chercheurs américains ne peuvent enquêter sur place.
En Pologne, malgré la mainmise des nazis sur les instituts polonais de recherche, une résistance des médecins juifs et polonais s'organise autour du typhus. Le vaccin de Weigl est produit et distribué clandestinement en direction des camps et des ghettos, alors que des vaccins fictifs sont fournis aux S.S. La production du vaccin polonais qui nécessitait un personnel nombreux, a permis à des savants polonais de survivre, comme le mathématicien Stefan Banach qui a pu s'abriter comme éleveur de poux dans l'institut de recherches de Weigl.

#### Après la guerre

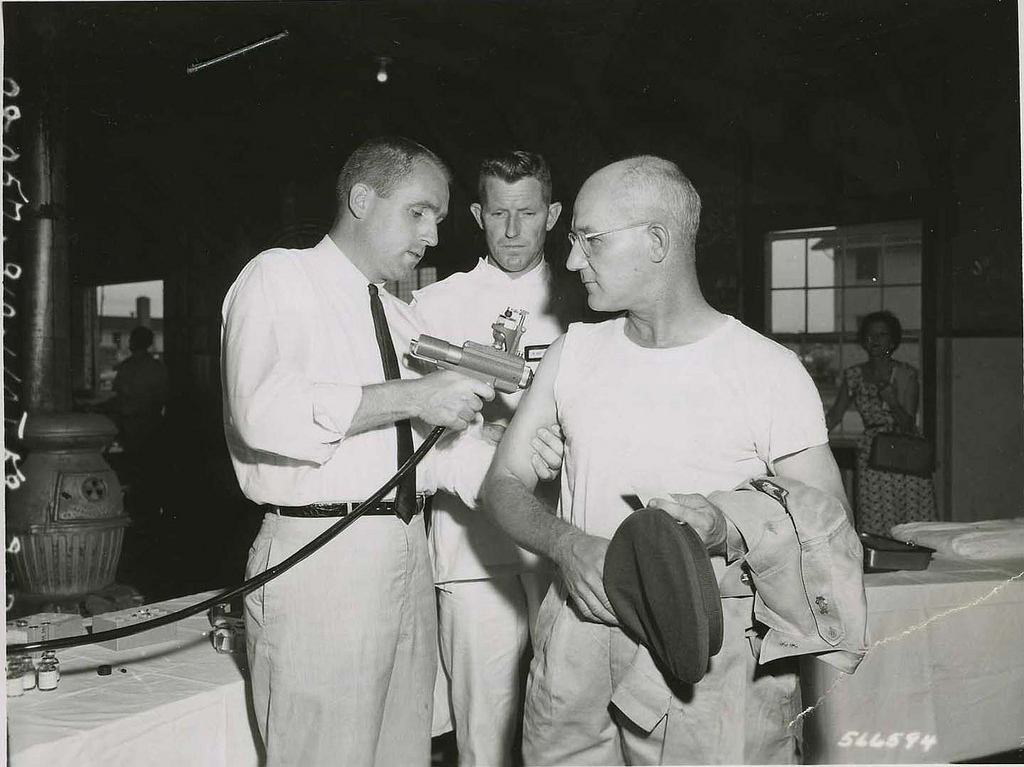
Injection d'un vaccin militaire contre le typhus, à Fort Gordon, Géorgie (États-Unis) en 1959.

Les Alliés et les Allemands survivants ont vanté la supériorité et la réussite de leurs vaccins respectifs, mais il y a loin de la recherche en laboratoire à l'application sur le terrain. Si l'efficacité du vaccin de Cox a été confirmée en Afrique du Nord (fréquence bien plus élevée du typhus parmi les troupes britanniques, non vaccinées, que parmi les américaines, vaccinées), « Il est difficile à l'historien de trancher et décider si l'absence de pandémie majeure [de typhus en 1945-1946] est attribuable aux vaccins ».
Après la guerre, les vaccins contre le typhus ne seront plus guère utilisés, en raison de l'efficacité de l'antibiothérapie et d'un marché limité. Plusieurs types de vaccins ont été expérimentés dans les années 1970, certains efficaces mais toujours difficiles à standardiser ou avec des effets secondaires trop importants.
L'armée américaine a maintenu son vaccin de Cox contre le typhus durant la guerre de Corée et la guerre du Viêt Nam. Dans l'ensemble, ce vaccin s'est avéré efficace contre le typhus exanthématique, mais pas contre le typhus murin et le typhus des broussailles. Sa production a été arrêtée en 1980.
Au début du XXIe siècle, il n'existe pas de vaccins disponibles contre le typhus. Il est possible que cette recherche reprenne à partir des nouvelles techniques de biologie moléculaire.

## Classifications

### Anciennes
Au début du XXe siècle, on distinguait le typhus exanthématique ou historique, d'autres maladies similaires dites « pseudo-typhus » ou « para-typhus ».
La découverte des différents vecteurs a induit une classification par vecteurs : typhus à pou, à puce, à tiques, à d'autres acariens… Dans les années 1930, on distinguait ainsi le typhus historique transmis par le pou de corps, des typhus transmis par la puce (typhus murin, typhus nautique, typhus des boutiques…), de ceux transmis par des tiques ou autres acariens (fièvre boutonneuse, fièvre pourprée, typhus du Kenya, des broussailles, fièvre fluviatile du Japon…), à laquelle on tentait de substituer une classification selon des réactions sérologiques.
Avec les avancées de la bactériologie et de l'immunologie, les agents responsables de ces différentes entités ont été identifiés et isolées, reconnues comme rickettsies ; d'où une nouvelle classification basée sur leurs différentes espèces. Dans les années 1980, on distinguait ainsi huit rickettsioses pouvant affecter l'homme :
- Rickettsia prowazekii, typhus exanthématique.
- R. typhi, typhus murin.
- R. quintana, fièvre des tranchées.
- R. tsutsugamushi, typhus des broussailles ou fièvre fluviatile du Japon.
- R. rickettsi, fièvre pourprée des Montagnes Rocheuses.
- R. conori, fièvre boutonneuse méditerranéenne.
- R. akari, rickettsiose vésiculeuse (rickettial-pox).
- R. burneti, fièvre Q.

### Moderne
Les avancées de la biologie moléculaire ont permis la découverte de nouvelles espèces pathogènes, et un nouveau remaniement de la classification des rickettsies qui a pris corps en 1993. Plusieurs espèces changent de dénomination, par exemple R. quintana devient Bartonella quintana, R. tsutsugamushi devient Orientia tsutsugamushi, et R. burneti Coxiella burnetii.
Au début du XXIe siècle, le terme « typhus » désigne plus spécifiquement un groupe typhus composé de deux maladies : le typhus exanthématique (et sa forme résurgente, de Brill-Zinsser) dû à Rickettsia prowazekii, et le typhus murin dû à R. typhi.
Ce groupe typhus s'oppose au groupe boutonneux dû à d'autres espèces de rickettsies, et composé principalement de 4 maladies :
- R. rickettsi, fièvre pourprée des Montagnes Rocheuses.
- R. conori, fièvre boutonneuse méditerranéenne.
- R. sibirica, fièvre de morsure de tique nord-asiatique.
- R. akari, rickettsiose vésiculeuse (rickettsial-pox).

## Liste de typhus
Il s'agit d'une liste non exhaustive de maladies portant ou ayant porté la dénomination « typhus » dans leur nom. La plupart de ces appellations sont historiques (le plus souvent oubliées) ou peu usitées. Au début du XXIe siècle, les trois principales appellations concernent le typhus exanthématique, le typhus murin et le typhus des broussailles (fièvre fluviatile du Japon).
- Typhus abdominal : fièvre typhoïde.
- T. amaril : fièvre jaune.
- T. de l'Ancien-Monde : typhus exanthématique.
- T. angiohématique : syndrome de Waterhouse-Friderichsen.
- T. des armées : typhus exanthématique.
- T. d'Australie : forme de typhus murin.
- T. bénin : typhus murin.
- T. des boutiques : typhus murin.
- T. des broussailles : 1) typhus murin (anciennement), 2) fièvre des broussailles ou fluviatile du Japon.
- T. des camps : typhus exanthématique.
- T. classique : typhus exanthématique.
- T. endémique : typhus murin.
- T. épidémique : typhus exanthématique.
- T. exanthématique : typhus par Rickettsia prowazekii.
- T. de famine : typhus exanthématique.
- T. de Hildenbrand : fièvre typhoïde.
- T. hépatique : leptospirose ictéro-hémorragique.
- T. historique : typhus exanthématique.
- T. indien à tiques : proche de la fièvre boutonneuse méditerranéenne.
- T. des membres : ostéomyélite aigüe.
- T. mexicain : typhus murin.
- T. murin : typhus par Rickettsia typhi.
- T. nautique : typhus murin.
- T. du Nouveau-Monde : typhus murin.
- T. pétéchial : typhus exanthématique.
- T. récurrent ou à rechutes : fièvre récurrente, (Borrélioses).
- T. rural ou tropical de Malaisie : proche de la fièvre fluviatile du Japon.
- T. résurgent : maladie de Brill-Zinsser.
- T. de Sao-Paulo : fièvre maculeuse brésilienne.
- T. des savanes : typhus murin.
- T. de Toulon : typhus murin.
- T. tropical : 1) fièvre jaune, 2) fièvre fluviatile du Japon.
- T. tropical urbain : typhus murin.
- T. traumatique : pourriture d'hôpital (infections nosocomiales des plaies de guerre).
- T. urbain : typhus murin.
- T. des vendanges : fièvre boutonneuse méditerranéenne.